# King of Rock
King of Rock é o segundo álbum de estúdio do trio de hip-hop Run-D.M.C.
Produzido em 1985, o álbum mostra o grupo adotando um som muito mais influenciado pelo rock and roll, com diversas faixas com solos de guitarra. A canção, "King of Rock" está presente no jogo de Video-game Guitar Hero: Aerosmith e no Amplitude. Foi certificado álbum de ouro pela RIAA em 3 de Junho de 1985 e certificado platina em 19 de Fevereiro de 1987.

## Faixas
1. "Rock The House" – 2:42
2. "King of Rock" – 5:14
3. "You Talk Too Much" – 5:59
4. "Jam-Master Jammin'" – 4:20
5. "Roots, Rap, Reggae" – 3:12
6. "Can You Rock It Like This" – 4:30
7. "You're Blind" – 5:31
8. "It's Not Funny" – 5:35
9. "Darryl And Joe (Krush-Groove 3)" – 6:39

### Deluxe edition (faixas bônus)
1. "Slow And Low" (Demo) – 4:27
2. "Together Forever (Krush-Groove 4)" (ao vivo) – 3:35
3. "Jam-Master Jammin'" (Remix) – 6:45
4. "King Of Rock" (ao vivo, de Live Aid) – 7:26